# Апелляционный суд США по округу Колумбия
Апелляцио́нный суд США по округу Колумбия (англ. United States Court of Appeals for the District of Columbia Circuit, сокращённо D.C. Cir. либо D.C. Circuit) — федеральный суд апелляционной инстанции, созданный специально для столичного региона — Вашингтон (округ Колумбия).
Суд заседает в Федеральном здании суда имени Барретта Преттимана недалеко от Судебной площади в Вашингтоне.

## Юрисдикция
Апелляционный суд США по округу Колумбия как и все остальные федеральные апелляционные суды является промежуточной инстанцией между федеральными окружными судами (первая инстанция) и Верховным судом США. Вместе с тем, несмотря на определённую схожесть наименований, не следует путать указанный суд с Апелляционным судом США по федеральному округу, юрисдикция которого ограничена предметной подсудностью в отношении отдельных категорий дел, распространяющаяся на всю территорию страны, а не для отдельного её региона. В этом смысле под федеральным округом понимается вся территория США. Юрисдикция же Апелляционного суда США по округу Колумбия определена по географическому принципу и распространяется только на столицу страны. Также не следует путать указанный суд с Апелляционным судом Округа Колумбия, который является высшим столичным судом (эквивалент верховного суда штата), созданным в 1970 году специально для снижения нагрузки на Апелляционный суд США по округу Колумбия в связи с рассмотрением апелляций, поступающих на решения Высшего суда Округа Колумбия (первая инстанция г. Вашингтон). В Апелляционный суд США по округу Колумбия решения суда первой инстанции могут быть обжалованы только при условии их рассмотрения в Апелляционном суде Округа Колумбия, который является нижестоящим по отношению к нему.
Апелляционный суд США по округу Колумбия имеет самую наименьшую юрисдикцию в географическом смысле, охватывая всего лишь столицу страны, по сравнению с остальными апелляционными судами, которые охватывают территорию сразу нескольких штатов. Вместе с тем он является одним из самых важных апелляционных судов, формирующих судебную практику страны, поскольку на него возложена непосредственная обязанность по пересмотру решений и подзаконных актов, принятых агентствами и службами, входящими в состав федерального правительства США, часто без предварительного разрешения дела окружным судом. Учитывая широкую сферу деятельности федеральных органов власти, судьи  данного апелляционного суда непосредственно влияют на текущую политику США. В этой связи Апелляционный суд США по округу Колумбия часто называют вторым по влиятельности судом после Верховного суда США.
Нередко данный Апелляционный суд выступает своего рода трамплином для дальнейшего назначения на должность судьи Верховного суда США. 
Верховный суд США может проверить и пересмотреть решение Апелляционного суда только в том случае, если оно существенно нарушает сложившуюся судебную практику либо имеется неразрешённая коллизия в вопросе федерального права.